# رامون نوفارو
خوسيه رامون خيل سامانييجو (بالإسبانية: Ramon Novarro)‏ (ولد 6 فبراير 1899 - 30 أكتوبر 1968)، المعروف مهنيًا باسم رامون نوفارو هو ممثل سينمائي ومسرحي وتلفزيوني مكسيكي بدأ حياته المهنية في الأفلام الصامتة في عام 1917، وأصبح في النهاية رائدًا في المجال، وحاز على مركز من بين أعلى الأرقام في شباك التذاكر في العشرينيات وأوائل الثلاثينيات. روجت مترو غولدوين ماير لـنوفارو بصفته «عاشقًا لاتينيًا»، وأصبح معروفًا بأنه رمز إغراء بعد وفاة رودولف فالنتينو.

## النشأة
وُلد نوفارو خوسيه رامون خيل سامانييجو في 6 فبراير 1899، في مدينة دورانجو، دورانجو، شمال غرب المكسيك، للدكتور ماريانو ن. سامانييجو، وزوجته ليونور (غافيلان). انتقلت العائلة إلى لوس أنجلوس، كاليفورنيا، هربًا من الثورة المكسيكية في عام 1913. كان أسلاف نوفارو المباشرون في الأصل من مدينة بورغوس القشتالية حيث هاجر شقيقان إلى العالم الجديد في القرن السابع عشر.

كتب آلان إلينبرجر، كاتب سيرة نوفارو، ما يلي:
كانت سامانييجو عائلة مؤثرة ومحترمة في المكسيك. كان لكثير من آل سامانييجو مناصب بارزة في شؤون الدولة، وكانوا يحظون بتقدير كبير من الرئيس. كان جد رامون -ماريانو سامانيجو- طبيبًا مشهورًا في خواريز. كان معروفًا بصفته مُحسنًل ورجلًا موثوقًا ولطيفًا، كان ذات يوم حاكمًا مؤقتًا لولاية شيواوا وكان أول عضو في مجلس مدينة إيل باسو، تكساس.
وُلد والد رامون، الدكتور ماريانو ن. سامانييجو، في خواريز، وأكمل دراسته الثانوية في مدرسة في لاس كروسيس، نيو مكسيكو.

## روابط خارجية
- رامون نوفارو على موقع IMDb (الإنجليزية)
- رامون نوفارو على موقع الموسوعة البريطانية (الإنجليزية)
- رامون نوفارو على موقع مونزينجر (الألمانية)
- رامون نوفارو على موقع ألو سيني (الفرنسية)
- رامون نوفارو على موقع ميوزك برينز (الإنجليزية)
- رامون نوفارو على موقع ميوزك برينز (الإنجليزية)
- رامون نوفارو على موقع تيرنر كلاسيك موفيز (الإنجليزية)
- رامون نوفارو على موقع أول موفي (الإنجليزية)
- رامون نوفارو على موقع قاعدة بيانات برودواي على الإنترنت (الإنجليزية)
- رامون نوفارو على موقع قاعدة بيانات برودواي على الإنترنت (الإنجليزية)